# 阿夫胡斯蒂夫卡 (特諾皮爾州)
49°35′9″N 25°5′43″E / 49.58583°N 25.09528°E
阿夫胡斯蒂夫卡（烏克蘭語：Августівка）是烏克蘭西部捷爾諾波爾州特諾皮爾區的村莊，始建於1713年，面積0.13平方公里，海拔高度374米，2017年人口589，人口密度每平方公里4,428.6人。